# Wilhelm Traub (Politiker)
Wilhelm Traub (* 17. Dezember 1914 in Vorderbüchelberg; † 3. September 1998 in Emmendingen) war ein deutscher Politiker (SPD).

## Ausbildung und Beruf
Von 1955 bis zu seinem Eintritt in den Ruhestand war Traub Direktor der Landesversicherungsanstalt des Landes Baden-Württemberg.

## Abgeordneter
Traub war Mitglied der SPD. Er war von 1951 bis 1973 Mitglied des Kreistages im damaligen Landkreis Backnang und anschließend des Kreistages im neuen Rems-Murr-Kreis, die längste Zeit als Fraktionsvorsitzender.
Von 1950 bis 1952 war er Landtagsabgeordneter im Landtag von Württemberg-Baden.
Er gehörte dem Deutschen Bundestag von 1953 bis zum 8. September 1955 an. Er war über die Landesliste Baden-Württemberg in den Bundestag eingezogen.

## Ehrungen
Nach Wilhelm Traub ist das „Wilhelm-Traub-Haus“ der Lebenshilfe für geistig Behinderte e. V. in Backnang benannt.

## Werke
- Die Lebenserinnerungen des Backnanger Sozialdemokraten Wilhelm Traub (1914–1998). In Backnanger Jahrbuch. Bd. 7, 1999, ZDB-ID 1101507-x, S. 9–42 (postum).